# Sta
Sta（すた、1988年12月23日 - ）は日本のゲームクリエイター、作曲家、プログラマ。Bit192代表取締役。東京都世田谷区出身。本名・妹尾泰隆。

## 経歴
父はハーモニカ奏者の妹尾隆一郎、母は音楽ライター／編集者の妹尾みえ。
2歳のとき家にMacintosh II が導入され、自然と興味を持つ。下北沢保育園通園時、有線CAN「おしゃべり放送局」（橘川幸夫企画）の母の収録についてきたことから番組を持つようになる。ゲーム「シムシティ」の裏技をラップで披露。小学校1年生で不登校になる。
Mac・特にHyperCardに興味を持ち、9歳でゲーム1000本を制作。デジタルメディア研究所の橘川幸夫に認められ研究員となる。専門誌付録のCD-ROM等にも収録される。『Wired』同朋舎）等にインタビュー掲載。ゲームセンターで「beatmania」・「DrumMania」に出会い、上達。大人に交じりロケテ等に現れる。
2001年、『新潮45』（すでに伝説的な「不登校小学生」=妹尾泰隆（特集 21世紀の日本を支える「21人の若き天才」）に掲載。
2003年頃より、フリーの音楽ゲームBMSや同人音楽CDに向けて楽曲制作開始。
2012年、台湾でのCytus Live Concert 2012 に参加。6月 iOS・Android向け音楽ゲームアプリ「Tone Sphere」をリリース。企画からプログラム・グラフィック・音楽など全てを自身が手がけ2021年までに世界で120万ダウンロード達成。
2015年 セガ・インタラクティブ「maimai PiNK」テーマソング作・編曲及びアニメーションPVの監督及び制作。
2018年12月12日放送 テレビ朝日「あいつ今何してる?」で「9歳にして1000本のゲームを自作し、“スティーブ・ジョブズの落とし子”と呼ばれた超天才少年の今」として特集され文字を書くのが苦手だったことを告白している。
2021年 日本語の文章・小説を補完生成できる人工知能のWebアプリケーション「AIのべりすと」、お絵かきAI「とりんさまAI」を発表する。
2022年1月3日 朝日新聞朝刊「新聞漫画、AI革命が起きるかも……　「地球防衛家」夕刊連載20年の年に」に、しりあがり寿、迎山和司（公立はこだて未来大学教授）との鼎談形式で紹介される。デジタルメディア研究所企画による「AIのべりすと文学賞」開催に協力。奧出直人（慶應義塾大学名誉教授）とのトークライブを行う。4月、川田十夢J-WAVE「INNOVATION WORLD -ROAD TO INNOVATION-」ゲスト出演。
2023年2月 蜃気楼大学シンポジウム「AIと人はどう関係するか」に登壇。6月朝日新聞「寡黙なガリ勉から一変したChatGPT　日本語AI開発者の視点」にインタビュー掲載（6月4日）

## 人物
プログラミング、作曲、英語を独学で習得。楽器アイゲンハープ（Eigenharp）を所有。
『アタック・オブ・ザ・キラートマト』はじめカルト映画のファンである。ゲームクリエイターとなった大きなきっかけは、22歳の時にアメリカのアリゾナ州を訪問した体験だと紹介されている。

## 作品
CD／ダウンロード版
- Worlds／ワールズ
- Reasons ep／リーズンズep
- Tone Sphere Ultra Service／ウルトラサービス
- Afterdark

ゲームへの提供『Cytus』
- The Silence
- DISASTER
- Iris
- CYTUS
- The Silence (The Quiet Cube Mix)
- The Lost
- Loom
- Another Me
- BURIED
- VIVERE LA VITA
- The Ricochet
- The Long Years
- Diskord
- Cathedral

sasakure.UKのMovie
- Jack-the-Ripper◆【PV】
- タイガーランペイジ【PV】
- ナキムシピッポ【PV】
- ガラテアの螺旋【PV】

筐体デザイン
「初音ミク Project DIVA Arcade Future Tone」